# System Shock 2
System Shock 2 ist ein im August 1999 erschienenes Computerspiel und die Fortsetzung zu System Shock aus dem Jahre 1994. Das Action-Rollenspiel mit Survival-Horror-Elementen wurde von Irrational Games entwickelt, das von ehemaligen Mitarbeitern der Looking Glass Studios um Ken Levine gegründet wurde. Der Nachfolger führt die Handlung des ersten Teils fort. System Shock 2 erntete großes Kritikerlob und gilt als indirekter Vorgänger des von Levine und Irrational Games 2007 veröffentlichten BioShock. Ferner gilt System Shock 2 als wichtiger Einfluss auf die Entwicklung des 2017 erschienenen Prey.
Nightdive Studios hat am 26. Juni 2025 ein Remaster für den PC veröffentlicht, Konsolenportierungen erfolgten am 10. Juli 2025.

## Handlung
System Shock 2 spielt im Jahr 2114, 42 Jahre nach den Ereignissen des Vorgängers, an Bord des überlichtschnellen Raumschiffs Von Braun. Fünf Monate nach Abreise des Schiffs von der Erde steht die Mannschaft kurz vor einem Bürgerkrieg zwischen der Besatzung der Von Braun und den Soldaten der UNN Rickenbacker, einem dem Hauptschiff angegliederten Raumkreuzer. Bevor sich die Lage zuspitzen kann, empfangen die Schiffe ein fremdes Signal von der Oberfläche des Planeten Tau Ceti 5. Eine Erkundungsmannschaft wird von den dortigen wurmartigen Wesen psychisch vereinnahmt und bringt diese schließlich an Bord der Von Braun. Der Spieler, ein Soldat der UNN, ist mit kybernetischen Implantaten ausgerüstet und wacht einige Tage nach den Ereignissen auf der Von Braun aus einem kryogenen Schlaf auf. Mittlerweile haben die fremdartigen Anneliden, die sich nun „Die Masse“ nennen, die Besatzung assimiliert und das Schiff übernommen. Der Spieler erkundet nach und nach die Vorfälle der letzten Tage und entdeckt, inwiefern die Künstliche Intelligenz S.H.O.D.A.N. in die Situation involviert ist.

## Spielprinzip
Für die in der Egoperspektive gelenkte Spielfigur stehen verschiedene Charakterklassen zur Auswahl: Marine (Waffenspezialist/Kämpfer), Navy-Offizier (Technikexperte/Hacker) sowie Geheimdienstagent (Psi-Kräfte). Die Klassen unterscheiden sich im Wesentlichen durch ihre Grundfähigkeiten. Weiter differenziert wird die Spielfigur durch die Teilnahme an drei „Kampagnen“, Ausbildungsabschnitten, die individuelle Fähigkeiten hinzufügen oder verstärken. Darüber hinaus sind im Spiel diverse Upgrade-Module (die Währung der Charakterentwicklung) verteilt, die an Upgrade-Stationen in Fähigkeiten investiert werden können, wobei auch Fähigkeiten einer anderen Charakterklasse erlernbar sind. Mit Naniten, der zweiten Währung des Spiels, können Gegenstände wie die dringend benötigte Munition von Replikatoren gekauft werden.
Das bereits im Vorgänger erzeugte Gefühl der Einsamkeit, die angsteinflößenden Gegner und der Zusammenklang von schlurfenden Monstern und unidentifizierbaren Geräuschen der Von Braun erzeugen eine bedrohliche Atmosphäre. Spielelemente wie ständige Munitionsknappheit und die Möglichkeit, dass die Waffen mit zunehmender Benutzung verschleißen sind weitere Elemente, die das Spiel zu einem Vertreter des Survival Horror machen.

## Entwicklung
Entwickelt wurde das Spiel von Looking Glass Studios und Irrational Games unter der Leitung von Ken Levine, Mitbegründer von Irrational Games, der als Lead Writer und Designer den Titel maßgeblich gestaltete. Produziert wurde das Spiel von Looking Glass Studios und Electronic Arts. Das Entwicklungsbudget betrug 1,7 Millionen US-Dollar. Das Entwickler Team war jung und unerfahren, hatte jedoch Zugang zu den Designern des ersten Teils. Die Grafik-Engine wurde parallel für Thief: The Dark Project entwickelt, so dass während der Entwicklung die Programmierschnittstelle ständig im Fluss war und sowohl Regressionen auftraten, das Team aber auch von Bugfixes der Thief-Entwickler profitierten. Es wurde mit simplen, wiederverwendbaren Design-Elementen gearbeitet anstelle das Spiel durch Skriptereignisse zu steuern. Ein Fokus der Enhanced Edition war es den Koop-Modus in der Handhabung zu vereinfachen.
Diverse Community-Patches haben sich unter anderem zum Ziel gesetzt, die Grafiken des mittlerweile recht betagten Spiels aufzupolieren. Durch einen Fehler bei der Verteilung eines Entwickler-SDKs wurde 2010 ungewollt der Dreamcast-Quelltext der Dark Engine öffentlich verfügbar (englisch Leak genannt), auf der System Shock 2 basiert. Im September 2012 wurde ein großes Inoffizielles Update der Dark Engine unter einem Pseudonym veröffentlicht, der fehlende Unterstützung für moderne Grafik- und Soundhardware und Betriebssysteme nachrüstet und wahrscheinlich auf dem Dreamcast-Quelltext basiert.

## Rezeption
Die Bedienung sei im Vergleich zum Vorgänger optimiert, die Grafik sehenswert. Das Spiel sei intensiv und mit Half-Life vergleichbar. Tutorial, Charakterwahl- und -entwicklung seien fabelhaft in das Spielgeschehen integriert. Die Hintergrundgeschichte fessele, die Atmosphäre sei überwältigend. Nur der geringe Umfang falle negativ auf. Die Sprachausgabe sei gut gelungen. Die Grafik-Engine hingegen zum Zeitpunkt der Veröffentlichung bereits veraltet.

### Auszeichnungen
- PC Player: Spiel des Jahres 1999[14]

Trotz des großen Kritikerlobs blieben die Verkaufszahlen hinter den Erwartungen zurück, ein Jahr nach Veröffentlichung lag der Absatz bei 58.000 Kopien.

## Wichtige Figuren im Spiel
- S.H.O.D.A.N.: Die Künstliche Intelligenz S.H.O.D.A.N. hat die Geschehnisse des ersten Teils überlebt und benutzt den Spieler, um gegen ihre eigene Schöpfung vorzugehen. Insgeheim verfolgt sie dabei ihre eigenen Ziele. Der Name steht für Sentient Hyper-Optimized Data Access Network („wahrnehmungsfähiges hyperoptimiertes Datenzugriffs-Netzwerk“).

- Die Masse (The Many): Ein biologisches Kollektiv, das aus S.H.O.D.A.N.s Experimenten in der Raumstation Citadel entstand. Nachdem sie die Von Braun infiltriert haben, rebellieren sie gegen ihre einstige Schöpferin und wollen sich mithilfe des Schiffs über die ganze Galaxie verbreiten. Anfangs nur annelidenartige Wesen, durchlaufen sie eine Evolution und entwickeln sich mithilfe menschlicher Wirtskörper stetig weiter.

- Xerxes 8933A/A: Der Bordcomputer der Von Braun. In vielen Bereichen nicht so ausgereift wie S.H.O.D.A.N., wird die KI von den infizierten Technikern der Von Braun umprogrammiert und arbeitet nun gegen die einstige Besatzung.

- William Badford Diego: Kapitän der UNN Rickenbacker und Sohn von Edward Diego. Nachdem die Erkundungsmannschaft die fremden Lebewesen entdeckt, lässt er Korenchkin freie Hand, sie an Bord der Von Braun zu bringen. Später wird er infiziert und Teil der Masse, entscheidet sich dann allerdings gegen sie, was seinen Tod besiegelt.

- Anatoly Korenchkin: Chef der Von Braun und Leiter von TriOptimum. Da seine oberste Direktive das Wohl des Konzerns darstellt, lässt er sich von der Sensation eines Erstkontakts blenden und bringt die Anneliden trotz aller Gefahr an Bord des Schiffes. Von Anfang an verfällt er dem Ruf der Masse und mutiert zu einem Psi-Reaver, um letztlich vom Spieler besiegt zu werden.

- Dr. Marie Delacroix: Chefingenieurin der Von Braun und Erfinderin des Hyperraumantriebs. Die der Mission von Anfang an skeptisch eingestellte Wissenschaftlerin schlägt sich nach der Invasion der Von Braun auf die Seite S.H.O.D.A.N.s, um später von ihr verraten zu werden. Am Ende des Spiels ist sie es, die dem Spieler S.H.O.D.A.N.s wahre Pläne offenbart und ihm letzte vitale Informationen gibt.

- Dr. Janice Polito: Wissenschaftlerin auf der Von Braun. Sie entschlüsselt das KI-Fragment von Tau Ceti 5 und hilft damit unwissentlich S.H.O.D.A.N., sich in den Bordcomputern des Schiffes auszubreiten. Bis zum Operationsdeck führt sie den Spieler durch die Von Braun, tatsächlich verwendet S.H.O.D.A.N. nur ihr Bild, um das Vertrauen des Spielers zu gewinnen, da sie längst tot ist.

- Raumschiff Von Braun: Das erste Überlichtraumschiff der Geschichte. Die Von Braun verfügt über sechs Decks: Ein Technikdeck, ein Forschungsdeck und eine Krankenstation, ein Deck für die Hydroponik, ein Operationsdeck, ein Freizeitdeck sowie das Kommandodeck. Jedes Deck verfügt über verschiedene Sektionen, die über Schotts miteinander verbunden sind. Zugang zu den Decks 1 bis 5 bekommt man über einen zentralen Hauptaufzug, der Zugang zu Deck 6 (Command) nur von einem besonderen Aufzug von Deck 5. Da die Von Braun ein reines Forschungsschiff ist, besitzt sie weder Waffensysteme noch Soldaten. Das Raumschiff ist benannt nach dem deutschen Raumfahrtpionier Wernher von Braun.

- Raumschiff UNN Rickenbacker: Schwerer Raumkreuzer. Da die UNN die Mission nicht völlig ohne militärische Beteiligung wissen will, wird die Rickenbacker über eine Reihe von Andockmechanismen mit der Von Braun verbunden. Das Schiff besitzt eine eigenständige, von der Von Braun unabhängige, Mannschaft und verfügt über ein beachtliches Waffenarsenal. Im Vergleich zum Mutterschiff ist die Rickenbacker wesentlich kleiner. Das Raumschiff ist benannt nach Eddie Rickenbacker, dem erfolgreichsten US-amerikanischen Jagdpiloten im Ersten Weltkrieg.

## Markenrechtslage und Neuveröffentlichung
Die Rechte der Marke wurden aufgeteilt. Die Namensrechte an System Shock lagen lange Zeit bei Publisher Electronic Arts, welcher sie nach einer Erneuerung 2006 jedoch im Jahr 2007 verfallen ließ. Die Entwicklungsrechte dagegen fielen nach der Auflösung von Looking Glass Studios an eine Versicherung. Beide Rechte wären notwendig für einen weiteren Teil der Serie. Als ein indirekter Nachfolger zu System Shock gilt das von Irrational Games ebenfalls unter der Leitung von Ken Levine entwickelte BioShock, das im August 2007 für Xbox 360 und Windows, und im Oktober 2008 für PlayStation 3 veröffentlicht wurde. Der leitende Programmierer beschrieb BioShock als Mischung aus The Elder Scrolls IV: Oblivion, Doom 3 und System Shock 2.
Nachdem es aufgrund der komplizierten Rechtslage einige Jahre lang nicht möglich war, das Spiel legal zu erwerben, kündigte die Ende 2012 gegründete Firma Nightdive Studios an, dass sie die Rechte für den digitalen Vertrieb des Spiels erlangt habe. Das Spiel wurde erstmals wieder am 14. Februar 2013 auf der Online-Distributionsplattform GOG.com angeboten. Seit der Neuveröffentlichung ist das Spiel auch unter Mac OS und seit 2014 auch unter Linux spielbar.

## Remaster
Rechteinhaber Nightdive Studios gab 2019 bekannt, an einer technisch optimierten Neuauflage für moderne Plattformen zu arbeiten. Für das Remaster wurde System Shock 2 auf die hauseigene KEX Engine portiert.
System Shock 2: 25th Anniversary Remaster ist am 26. Juni 2025 für Windows erschienen. Portierungen für die Konsolen Xbox One, Xbox Series, PlayStation 4, PlayStation 5 und Nintendo Switch sollten zeitgleich erfolgen, mussten aber kurzzeitig verschoben werden. Am 10. Juli 2025 wurde das Spiel auch für besagte Konsolen veröffentlicht.

## Nachfolger
Im Dezember 2015 kündigte das Indie-Studio OtherSide Entertainment die Produktion des offiziellen Nachfolgers System Shock 3 an. Warren Spector leitete zeitweilig die Entwicklung des dritten Teils, der nahtlos an die Handlung des Vorgängers anknüpfen sollte. Als Publisher konnte Starbreeze Studios gewonnen werden, das schwedische Unternehmen verkaufte die Vertriebsrechte 2019 jedoch zurück an die Entwickler. OtherSide Entertainment zog sich im selben Jahr von der Entwicklung zurück. Im Mai 2020 wurde bekannt, dass der chinesische Konzern Tencent die Produktion von System Shock 3 übernommen hat. Als Plattformen wurden 2017 Windows, Xbox One und PlayStation 4 angekündigt.